# Stadion Letná
Lo Stadion Letná, noto per motivi di sponsorizzazione come Epet Arena, è uno stadio per il calcio situato a Praga.
È lo stadio dei match casalinghi dello Sparta Praga e ospita spesso anche le partite della Nazionale ceca.
Questo impianto è stato inaugurato nel 1917 e può contenere 18 887 persone. Noto in passato come Letenský stadion ha assunto in un recente passato le denominazioni Toyota Arena, AXA Arena e Generali Arena per via delle varie aziende che lo hanno sponsorizzato e attualmente prende il nome dallo sponsor epet.